# Allindelille IF
Allindelille IF er en idrætsforening hjemmehørende på Midtsjælland i den nordlige del af Ringsted Kommune. Klubben er grundlagt i 1927 som Idrætsforeningen Frem Haraldsted, men skiftede i 2003 navn til det nuværende. Dette skyldes, at klubben et par år forinden havde flyttet aktiviteterne til Allindelille Skole fra en lokalitet et par kilometer derfra. Af sportsgrene tilbyder klubben blandt andet fodbold, badminton, volleyball og gymnastik.